# Winx on Tour
Winx on Tour – druga w Europie i pierwsza poza terytorium Włoch trasa koncertowa, która odbyła się najpierw w Holandii (2007) produkcji Company of Kids International, a następnie w Portugalii (2009) produkcji LEMON Live Entertainment. Musical opowiada o przygodach, znanych i uwielbianych przez dzieci na całym świecie, czarodziejkach z Klubu Winx. Przychód z portugalskiej wersji wyniósł około 67,5 tysiąca euro.

## Fabuła

### Wersja niderlandzka
"Winx Club On Tour" to przygoda Klubu Winx - Bloom, Stelli, Flory, Layli, Musy i Tecny. Dyrektorka szkoły, Faragonda, daje im misję znalezienia Magicznego Kręgu, aby uratować Magiczny Wymiar przed zanikiem całej dobrej magii! Niestety wiedźmy Trix - Icy, Darcy i Stormy, również szukają Kręgu i porywają Florę, próbując dowiedzieć się więcej o misji Winx! Tak więc od Bloom, Stelli, Layli, Musy i Tecny zależy los Magicznego Wymiaru, życie Flory i znalezienie Magicznego Kręgu, z pomocą specjalistów - Sky'a, Brandona, Rivena, Nabu, Timmy'iego i Helii!

### Wersja portugalska
"Winx Club On Tour" musical, opiera się na przygodach pięciu czarodziejek, które uczą się w szkole Alfea, znajdującej się w świecie Magix, i które bronią wszechświata przed mrocznymi siłami zła. Podczas tego muzycznego show piosenkarze i tancerze tańczyli i śpiewali najpopularniejsze piosenki z serialu, w choreografiach, które przywołują magiczny wszechświat bohaterów serialu. Wspaniałe otoczenie odsłoniło atmosferę fantasy, która charakteryzuje świat Magix poprzez różne projekcje, gry świetlne i inne efekty specjalnie. Realistyczne sceny i dialogi połączone z nowoczesną scenografią i modnym wyglądem wszystkich bohaterów, przypominającym ten z serialu, sprawiają, że przedstawienie jest kompleksowym projektem, zaprojektowanym nie tylko dla dzieci, ale także dla bardziej dorosłej publiczności.

## Obsada

### Wersja niderlandzka
- Bloom: Thirza Solcer
- Stella: Martine Hauwert
- Flora: Joyce van Berkel
- Musa: Irene Borst
- Tecna: Amber van Hardeveld
- Layla: Charida Jonckhart
- Sky: Chris de Boer  (główna) , Ferry de Graaf  (dubler)
- Brandon: Jj van Zon
- Riven: Robert Lissone
- Timmy: Henry Schuurman
- Helia Pim Veulings
- Icy: Tanja de Nijs
- Darcy: Joyce Stevens
- Stormy: Laurie Reijs
- Faragonda: Irene Moors
- Gryzelda: Anatevka Bos

oraz Yvette de Wilde

## Muzyka

### Wersja niderlandzka
1. Magische Winx  (Magiczne Winx) 

2. Wij zijn de Winx (Jesteśmy Winx) 

3. Leef mee met 'n fee  (Żyj marzeniami) 

4. Volg de Trix  (Postępuj zgodnie z Trix) 

5. Eén en toch niet alleen  (A jednak nie tylko) 

6. Get ready for the beat  (Przygotuj się na rytm) 

7. Kom geef mij je hand  (Chodź daj mi swą dłoń) 

8. Geef me vleugels  (Dodajesz mi skrzydeł) 

9. Bloom, fee van dromen en magie  (Bloom, czarodziejka marzeń i magii) 

10. Het leven van een fee  (Życie czarodziejki) 

11. Eén team, één strijd, één doel!  (Jedna drużyna, jedna bitwa, jeden cel!) 

12. Dans maar mee  (Zatańcz ze mną) 

### Wersja portugalska
1. Sorrir  (Uśmiech) 

2. Amigas do meu coração (Przyjaciółki mego serca) 

3. Grande final feliz  (Wielkie szczęśliwe zakończenie) 

4. Lembra-te bem  (Pamiętaj o sobie) 

5. O sonho mora em mim  (Podążaj za marzeniami) 

6. Eu espero por ti  (Czekam na Ciebie) 

7. Young girls  (Młode dziewczyny) 

8. Amigas do meu coração  (wersja instrumentalna) 

9. O sonho mora em mim  (wersja instrumentalna)

## Produkcja

### Wersja niderlandzka
Reżyseria: Eva Ruis

Scenariusz:
- Rosalie Kroon
- Irene Moors
- Daphny Muriloff
- Iginio Straffi

Producent: Mark van Ierssel

Producent wykonawczy: Frans-Jan Punt

Asystent producenta: 
- Joyce Bergmans
- Brigitte Schipper

Montaż: Christian Laurman

Kostiumy:
- Jaap Dijkhuis
- Sandra Scheffer

Menadżer produkcji: Mark Endlich

Dźwięk:
- Auke Bakker
- Bart Bakker
- Edwin Boodegom
- Paul Koemans
- Rene Paymans
- Bob Roodenburg
- Menno Wolthuis

Obsługa efektów specjalnych:
- Léon Jacobs
- Danny van Someren[9]

i inni...

### Wersja portugalska
Reżyseria: Salvatore Vivinetto

Scenariusz: Iginio Straffi

Producent: António Nobre

Kostiumy: Filipa Malho

## Daty koncertów
| Data                    | Miasto          | Miejsce                        |            |
| Portugalia              | Portugalia      | Portugalia                     | Portugalia |
| ----------------------- | --------------- | ------------------------------ | ---------- |
| 7-11 października 2009  | Porto           | Coliseu do Porto               |            |
| 14 października 2009    | Figueira da Foz | Centro de Artes e Espectáculos |            |
| 21-22 października 2009 | Lizbona         | Pavilhão Atlântico             |            |
| 28 października 2009    | Lizbona         | Portimão Arena                 |            |